# Yaginumanis
Yaginumanis is een geslacht van spinnen uit de familie springspinnen (Salticidae).

## Soorten
De volgende soorten zijn bij het geslacht ingedeeld:
- Yaginumanis cheni Peng & Li, 2002
- Yaginumanis sexdentatus (Yaginuma, 1967)
- Yaginumanis wanlessi Zhang & Li, 2005